# 쑹쩌 문화
쑹쩌 문화(중국어 간체자: 崧沢文化, 정체자: 崧澤文化, 병음: sōngzé wénhuà Songze culture[*], 기원전 3900년-기원전 3200년 경)는 고대 중국에 존재한 신석기 시대의 문화로 장강 하구 부근의 태호 주변에 퍼져 있던 유적이다.

## 개요
1960년에서 1970년대에 걸쳐 상하이 칭푸 구의 쑹쩌 촌에서 발굴된 칭푸쑹쩌 유적(青浦崧澤遺跡)을 표식 유적으로 한다. 1982년 중국 고고학 모임에서는 태호 주변에서 선행 발전한 마자방 문화와 후에 발전한 량주 문화의 사이에 번창한 독자적인 문화였다고 인정하여 송저 문화라고 명명했다.
쑹쩌 문화 유적에서는 석기나 골기 외에도 무덤 부장품에서 많은 옥기가 발견되었다. 또 도기에서는 솥 등과 같은 조리기구나 식기가 출토되었고, 협사홍갈도(夾砂紅褐陶)나 진흙으로 만든 홍도를 시작으로 보다 더 고온으로 구운 흑도, 회도 등도 출토되었다. 토기 조각 안에는 각화문이나 각화 부호 등이 새겨진 것도 있었다.
유적에서는 벼 껍질 등 벼농사의 흔적을 나타내는 것이나, 잡아먹은 짐승이나 물고기 등의 뼈도 발견되고 있다. 사회는 모계 사회로부터 부계 사회로 옮겨가는 과도기였다고 생각할 수 있다.

## 같이 보기
- 중국의 신석기 문화 목록
- 장강 문명
- 마자방 문화
- 량주 문화